# Triangulation d'un ensemble de points
Pour les articles homonymes, voir Triangulation (homonymie).

Deux triangulations différentes du même ensemble de 9 points.

Une triangulation d'un ensemble de points P dans le plan est une triangulation de l'enveloppe convexe de P, tous les points de P formant alors des sommets de cette triangulation. Les triangulations sont un sous-ensemble de graphes planaires simples.
Il y a des triangulations particulières, telles que la triangulation de Delaunay qui forme le dual géométrique du diagramme de Voronoï. Parmi les sous-ensembles des triangulations de Delaunay, on peut noter le graphe de Gabriel, le graphe des plus proches voisins et l'arbre couvrant de poids minimal. 
Les triangulations se retrouvent dans de nombreuses applications, on peut être amené à chercher la « bonne » triangulation pour un ensemble de points donné suivant certains critères, par exemple, une triangulation de poids minimal. De temps en temps, on peut aussi rechercher des triangulations ayant des propriétés particulières, par exemple pour laquelle tous les triangles ont de grands angles (en évitant donc tout triangle long et étroit aplati).

## Triangulation et enveloppe convexe
Une triangulation d'un ensemble de points E en position générale peut dériver de l'enveloppe convexe d'un ensemble de points E1 dans l'espace d'une dimension plus élevée qui est composé des projections de l'ensemble E sur la surface paraboloïde d'équation {\displaystyle x_{n+1}=x_{1}^{2}+...+x_{n}^{2}}. On construit alors l'enveloppe convexe de l'ensemble E1 et on la projette sur l'espace de E. Si les points ne sont pas en position générale, on doit ensuite trianguler les facettes non-tétraédriques.